# Pinhalzinho
Pinhalzinho là một đô thị thuộc bang Santa Catarina, Brasil. Đô thị này có diện tích 128,298 km², dân số năm 2007 là 14691 người, mật độ 106 người/km².